# Willum Þór Willumsson
Willum Þór Willumsson (Garðabær, 23 ottobre 1998) è un calciatore islandese, centrocampista del Birmingham City.

## Caratteristiche tecniche
È un mediano.

## Carriera

### Club
Ha esordito fra i professionisti il 1º ottobre 2016 con la maglia del Breiðablik in occasione dell'incontro perso 3-0 contro il Fjölnir. Nel 2019 si è trasferito al BATĖ Borisov, club della prima divisione bielorussa, con cui ha anche vinto due coppe nazionali consecutive.

### Nazionale
Ha giocato nella nazionale islandese Under-19.
Nel 2021 ha partecipato agli Europei Under-21 con la nazionale islandese di categoria.
Nel 2019 aveva invece esordito in nazionale maggiore.

## Palmarès

### Club

#### Competizioni nazionali
- Coppa di Bielorussia: 2

BATĖ Borisov: 2019-2020, 2020-2021
- Supercoppa di Bielorussia: 1

BATĖ Borisov: 2022
- Football League One: 1

Birmingham City: 2024-2025